# Głos Tomaszowa
Głos Tomaszowa – bezpłatne czasopismo lokalne wydawane w wersji miesięcznika dla mieszkańców powiatu tomaszowskiego oraz Opoczna. Pierwszy numer wydany został w styczniu 2006 w nakładzie 15 tys. egzemplarzy, stanowiąc konkurencję dla płatnego Tomaszowskiego Informatora Tygodniowego oraz samorządowej Nowej Gazety Tomaszowskiej. Ostatni numer został wydany w lipcu 2007 roku i gazeta po 18 miesiącach istnienia zawiesiła swoją działalność.